# Wapen van Guadeloupe

Het wapen van Guadeloupe

Het wapen van Guadeloupe, een Frans overzees departement, is niet officieel. Dit is vanwege de wettelijke status van de eilandengroep. Het wapen wordt dan ook erg weinig gebruikt, meestal wordt alleen het Logo van Guadeloupe gebruikt.

## Beschrijving
Op het schild staan een zon en een stok suikerriet op een zwarte achtergrond. Aan de bovenkant is de Fleur-de-lys drie keer afgebeeld. Dit staat symbool voor de verbinding met Frankrijk.
Antigua en Barbuda · Aruba · Bahama's · Barbados · Belize · Canada · Costa Rica · Cuba · Curaçao · Dominica · Dominicaanse Republiek · El Salvador · Grenada · Guatemala · Haïti · Honduras · Jamaica · Mexico · Nicaragua · Panama · Saint Kitts en Nevis · Saint Lucia · Saint Vincent en de Grenadines · Sint Maarten · Trinidad en Tobago · Verenigde Staten
Afhankelijke gebieden

Amerikaanse Maagdeneilanden · Anguilla · Bermuda · Britse Maagdeneilanden · Groenland · Guadeloupe · Kaaimaneilanden · Martinique · Montserrat · Navassa · Puerto Rico · Saint-Pierre en Miquelon · Turks- en Caicoseilanden